# Deutsche Orientierungslaufmeisterschaften 2011
Die Deutschen Meisterschaften im Orientierungslauf 2011 fanden in vier Wettbewerben statt.
Der Zeitplan der Wettbewerbe sah wie folgt aus:
- 7. Mai 2011: Sprint in Coburg (Verband Bayern)
- 28. Mai 2011: Mitteldistanz in Altenhof (Verband Berlin/Brandenburg)
- 17. September 2011: Staffel in Grünwald (Verband Bayern)
- 1. Oktober 2011: Langdistanz in Bad Harzburg (Verband Niedersachsen)

## Sprint
Die 4. Deutsche Meisterschaft im Sprint-Orientierungslauf fand am 7. Mai 2011 in Coburg (Bayern) statt. Ausrichtender Verein war der TV 1894 Coburg-Neuses. Das Eliterennen der Damen musste annulliert werden, da ein Kontrollposten während des Rennens gestohlen wurde.
Die Meisterschaften waren Bestandteil der Deutschen Park Tour 2011.
| Herren | Herren                                    | Herren    | Herren            |    | Damen       | Damen             | Damen | Damen             |
| P      | Name/Verein                               | Zeit      | Bem.              | P  | Name/Verein | Zeit              | Bem.  |                   |
| ------ | ----------------------------------------- | --------- | ----------------- | -- | ----------- | ----------------- | ----- | ----------------- |
| 1.     | Alexander Lubina DJK Adler Bottrop        | 16:30 min | 3,2 km 60 Hm 20 P |    | 1.          | Rennen annulliert |       | 2,8 km 70 Hm 21 P |
| 2.     | Christian Teich SSV Planeta Radebeul      | 16:45 min | 3,2 km 60 Hm 20 P | 2. |             | Rennen annulliert |       | 2,8 km 70 Hm 21 P |
| 3.     | Sören Riechers Bielefelder TG             | 16:51 min | 3,2 km 60 Hm 20 P | 3. |             | Rennen annulliert |       | 2,8 km 70 Hm 21 P |
| 4.     | Sören Lösch USV Jena                      | 17:10 min | 3,2 km 60 Hm 20 P | 4. |             | Rennen annulliert |       | 2,8 km 70 Hm 21 P |
| 5.     | Sebastian Bergmann SV TU Ilmenau          | 17:16 min | 3,2 km 60 Hm 20 P | 5. |             | Rennen annulliert |       | 2,8 km 70 Hm 21 P |
| 6.     | Roman Schulte-Zurhausen DJK Adler Bottrop | 17:46 min | 3,2 km 60 Hm 20 P | 6. |             | Rennen annulliert |       | 2,8 km 70 Hm 21 P |
| 7.     | Paul Lützkendorf OLV Weimar               | 17:51 min | 3,2 km 60 Hm 20 P | 7. |             | Rennen annulliert |       | 2,8 km 70 Hm 21 P |
| 8.     | Ingo Horst TV 1898 Alsbach                | 18:06 min | 3,2 km 60 Hm 20 P | 8. |             | Rennen annulliert |       | 2,8 km 70 Hm 21 P |

## Mitteldistanz
Die Deutsche Meisterschaft im Mitteldistanz-Orientierungslauf fand am 28. Mai 2011 in Altenhof (Berlin/Brandenburg) statt.
| Herren | Herren                                | Herren    | Herren             |    | Damen                              | Damen                       | Damen     | Damen              |
| P      | Name/Verein                           | Zeit      | Bem.               | P  | Name/Verein                        | Zeit                        | Bem.      |                    |
| ------ | ------------------------------------- | --------- | ------------------ | -- | ---------------------------------- | --------------------------- | --------- | ------------------ |
| 1.     | Christoph Brandt SSV Planeta Radebeul | 34:39 min | 6,2 km 205 Hm 26 P |    | 1.                                 | Monika Depta OLG Siegerland | 32:43 min | 4,8 km 170 Hm 19 P |
| 2.     | Sören Lösch USV Jena                  | 35:58 min | 6,2 km 205 Hm 26 P | 2. | Anna Biller SV Mietraching         | 37:19 min                   |           | 4,8 km 170 Hm 19 P |
| 3.     | Bjarne Friedrichs MTV Seesen          | 36:41 min | 6,2 km 205 Hm 26 P | 3. | Anne Heinemann SV Robotron Dresden | 37:25 min                   |           | 4,8 km 170 Hm 19 P |
| 4.     | Christian Teich SSV Planeta Radebeul  | 36:59 min | 6,2 km 205 Hm 26 P | 4. | Christiane Tröße SV TU Ilmenau     | 38:40 min                   |           | 4,8 km 170 Hm 19 P |
| 5.     | Sören Riechers Bielefelder TG         | 38:41 min | 6,2 km 205 Hm 26 P | 5. | Sonnhild Knoblauch USV TU Dresden  | 40:16 min                   |           | 4,8 km 170 Hm 19 P |
| 6.     | Robert Krüger SSV Planeta Radebeul    | 38:57 min | 6,2 km 205 Hm 26 P | 6. | Ieva Grahl SSV Planeta Radebeul    | 40:32 min                   |           | 4,8 km 170 Hm 19 P |
| 7.     | Matthias Kretzschmar Post SV Dresden  | 39:07 min | 6,2 km 205 Hm 26 P | 7. | Brit Horst USV TU Dresden          | 40:40 min                   |           | 4,8 km 170 Hm 19 P |
| 8.     | Ralph Körner OLV Landshut             | 39:49 min | 6,2 km 205 Hm 26 P | 8. | Josephine Greiner TSV Grünwald     | 41:41 min                   |           | 4,8 km 170 Hm 19 P |

## Langdistanz
Die Deutsche Meisterschaft im Langdistanz-Orientierungslauf fand am 1. Oktober 2011 in Bad Harzburg (Niedersachsen) statt. Ausrichtender Verein war der MTK Bad Harzburg.
| Herren | Herren                           | Herren    | Herren              |    | Damen                                | Damen                       | Damen     | Damen               |
| P      | Name/Verein                      | Zeit      | Bem.                | P  | Name/Verein                          | Zeit                        | Bem.      |                     |
| ------ | -------------------------------- | --------- | ------------------- | -- | ------------------------------------ | --------------------------- | --------- | ------------------- |
| 1.     | Christian Teich Planeta Radebeul | 1:36:18 h | 15,3 km 655 Hm 34 P |    | 1.                                   | Monika Depta OLG Siegerland | 1:15:04 h | 10,7 km 380 Hm 26 P |
| 2.     | Bjarne Friedrichs MTV Seesen     | 1:39:35 h | 15,3 km 655 Hm 34 P | 2. | Christiane Tröße SV TU Ilmenau       | 1:25:34 h                   |           | 10,7 km 380 Hm 26 P |
| 3.     | Ingo Horst TV 1898 Alsbach       | 1:41:22 h | 15,3 km 655 Hm 34 P | 3. | Karin Schmalfeld BSV Halle-Ammendorf | 1:25:49 h                   |           | 10,7 km 380 Hm 26 P |
| 4.     | Sören Lösch USV Jena             | 1:42:33 h | 15,3 km 655 Hm 34 P | 4. | Gunda Fischer OLV Weimar             | 1:30:18 h                   |           | 10,7 km 380 Hm 26 P |
| 5.     | Sebastian Bergmann SV TU Ilmenau | 1:43:42 h | 15,3 km 655 Hm 34 P | 5. | Anne Heinemann Robotron Dresden      | 1:37:36 h                   |           | 10,7 km 380 Hm 26 P |
| 6.     | Sören Riechers Bielefelder TG    | 1:44:11 h | 15,3 km 655 Hm 34 P | 6. | Hanka Straube SV Lengefeld           | 1:37:52 h                   |           | 10,7 km 380 Hm 26 P |
| 7.     | Wieland Kundisch USV TU Dresden  | 1:45:20 h | 15,3 km 655 Hm 34 P | 7. | Anne Kunzendorf Gundelfinger TS      | 1:39:47 h                   |           | 10,7 km 380 Hm 26 P |
| 8.     | Philipp Müller Post SV Dresden   | 1:46:52 h | 15,3 km 655 Hm 34 P | 8. | Jennifer Warg Skizunft Wiesbaden     | 1:47:37 h                   |           | 10,7 km 380 Hm 26 P |

## Staffel
Die Deutsche Meisterschaft im Staffel-Orientierungslauf fand am 17. September 2011 in Grünwald (Bayern) statt. Ausrichtender Verein war der TSV Grünwald.
| Herren | Herren                                                                    | Herren    | Herren                  |    | Damen                                                                      | Damen                                                            | Damen     | Damen                   |
| P      | Mannschaft                                                                | Zeit      | Bem.                    | P  | Mannschaft                                                                 | Zeit                                                             | Bem.      |                         |
| ------ | ------------------------------------------------------------------------- | --------- | ----------------------- | -- | -------------------------------------------------------------------------- | ---------------------------------------------------------------- | --------- | ----------------------- |
| 1.     | SV TU Ilmenau Florian Bergmann Sebastian Bergmann Bjarne Friedrichs       | 2:21:07 h | jew. 7,2 km 265 Hm 26 P |    | 1.                                                                         | USV TU Dresden Cornelia Eckardt Sieglinde Kundisch Anna Reinhart | 2:02:40 h | jew. 4,9 km 190 Hm 18 P |
| 2.     | Post SV Dresden Janek Leibiger Philipp Müller Matthias Kretzschmar        | 2:28:16 h | jew. 7,2 km 265 Hm 26 P | 2. | SV Mietraching Birgit Kern Maria Lange Anna Biller                         | 2:09:24 h                                                        |           | jew. 4,9 km 190 Hm 18 P |
| 3.     | TuS Lübbecke Dean Hagedorn Christoph Prunsche Sören Riechers              | 2:29:10 h | jew. 7,2 km 265 Hm 26 P | 3. | Gundelfinger Turnerschaft Anne Kunzendorf Judith Pfleger Meike Jaeger      | 2:10:17 h                                                        |           | jew. 4,9 km 190 Hm 18 P |
| 4.     | DJK Adler Bottrop Roman Schulte-Zurhausen Alexander Lubina Torben Wendler | 2:31:01 h | jew. 7,2 km 265 Hm 26 P | 4. | OSC Kassel Kirsten Müller Lucca Blumenstein Insa Müller                    | 2:17:36 h                                                        |           | jew. 4,9 km 190 Hm 18 P |
| 5.     | SSV Planeta Radebeul Max Röhnert Bernhard Schmidt Robert Krüger           | 2:32:16 h | jew. 7,2 km 265 Hm 26 P | 5. | SSV Planeta Radebeul Maria Löwinger Johanna Schmidt Ieva Grahl             | 2:22:36 h                                                        |           | jew. 4,9 km 190 Hm 18 P |
| 6.     | MTK Bad Harzburg Eike Bruns Christoph Hofmeister Patrick Hofmeister       | 2:34:21 h | jew. 7,2 km 265 Hm 26 P | 6. | ASG Teutoburger Wald Rebecca Reischuk Sabine Scholl-Bürgi Karin Schmalfeld | 2:26:28 h                                                        |           | jew. 4,9 km 190 Hm 18 P |
| 7.     | TV 1898 Alsbach Jan Voigt Michael Thierolf Ingo Horst                     | 2:37:11 h | jew. 7,2 km 265 Hm 26 P | 7. | Treptower SV Beate Schlösser Anke Winnig Christine Büchner                 | 2:31:40 h                                                        |           | jew. 4,9 km 190 Hm 18 P |
| 8.     | USV Jena Georg Zentgraf Christian Dienemann Sören Lösch                   | 2:37:28 h | jew. 7,2 km 265 Hm 26 P | 8. | Post SV Dresden Jitka Kraemer Anett Leibiger Brita Meißner                 | 2:38:37 h                                                        |           | jew. 4,9 km 190 Hm 18 P |